# Каарел Ірд
Каарел Ірд (ест. Kaarel Ird; нар. 14 (27) серпня 1909, Рига — пом. 25 грудня 1986, Вільянді) — естонський радянський актор, режисер, оперний співак, педагог та театрально-громадський діяч. Народний артист СРСР (1970). Герой Соціалістичної Праці (1984). Лауреат Державної премії СРСР (1967).

## Життєпис
Каарел Ірд народився 14 (27) серпня 1909 року в Ризі, тепер Латвія.

## Фільмографія
- 1947 — «Життя в цитаделі» — епізод
- 1974 — «Незвичайний випадок»
- 1974 — «Червона скрипка» — Брошовскі.